# Grand Bahama

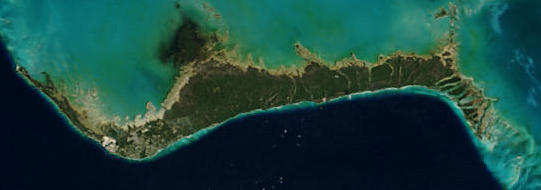
Satelitní snímek ostrova

Grand Bahama je nejsevernější ostrov souostroví Bahamy, vzdálený jen 103 kilometrů od Palm Beach na Floridě. S rozlohou 1373 km² je Grand Bahama čtvrtým největším ostrovem celého bahamského souostroví s přibližně 700 ostrovy. Ostrov je orientován východozápadně, na délku má 153 kilometrů, a v nejširším místě je zhruba 24 kilometrů široký. Největším sídlem je město Freeport. Administrativně ostrov sestává z Freeportské smluvní oblasti (Freeport Bonded Zone) a okresů East Grand Bahama a West Grand Bahama. Začátkem září 2019 byl ostrov těžce zasažen hurikánem Dorian, který zde zničil téměř polovinu domů.

## Galerie

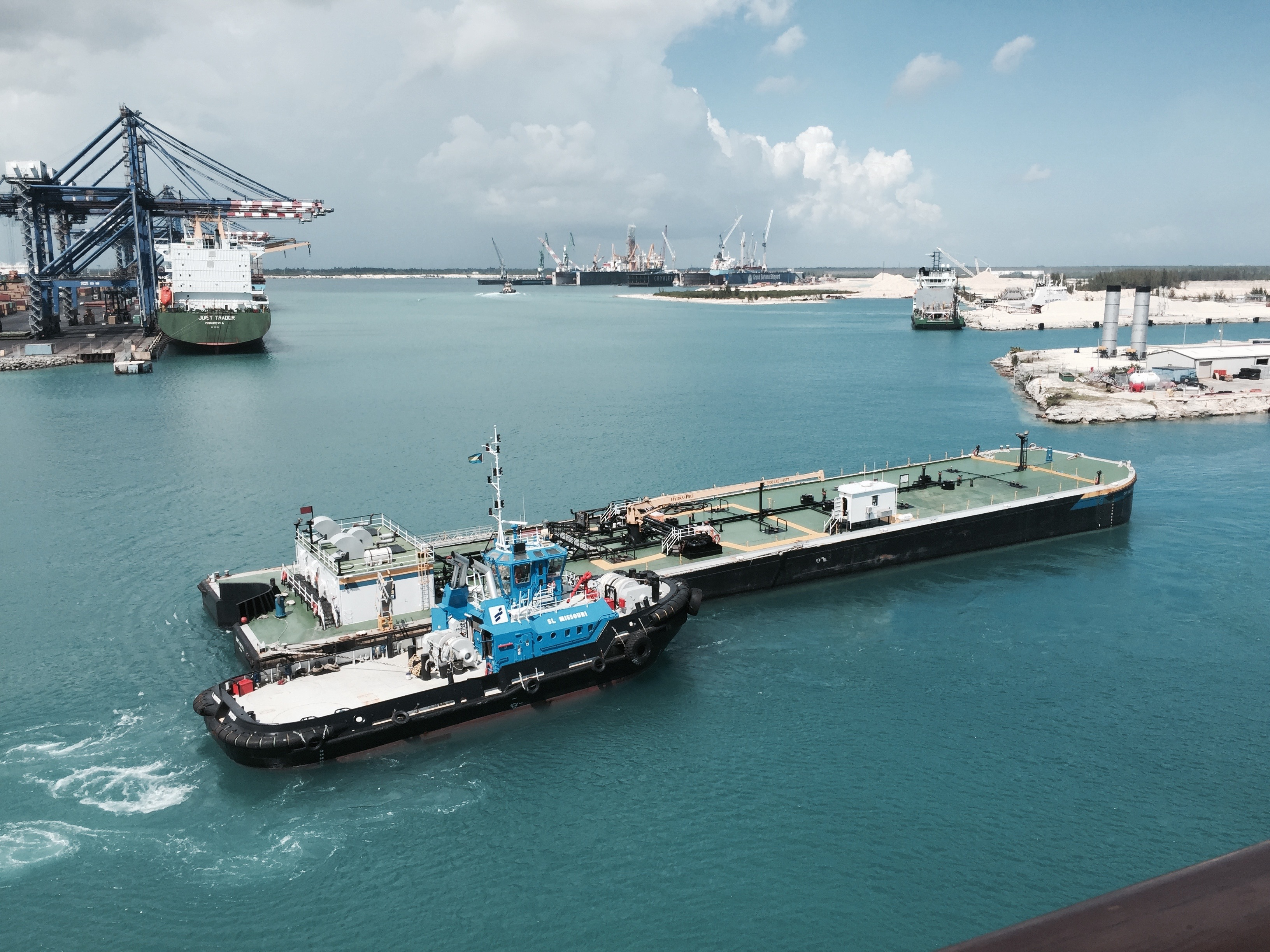
Přístav ve Freeportu
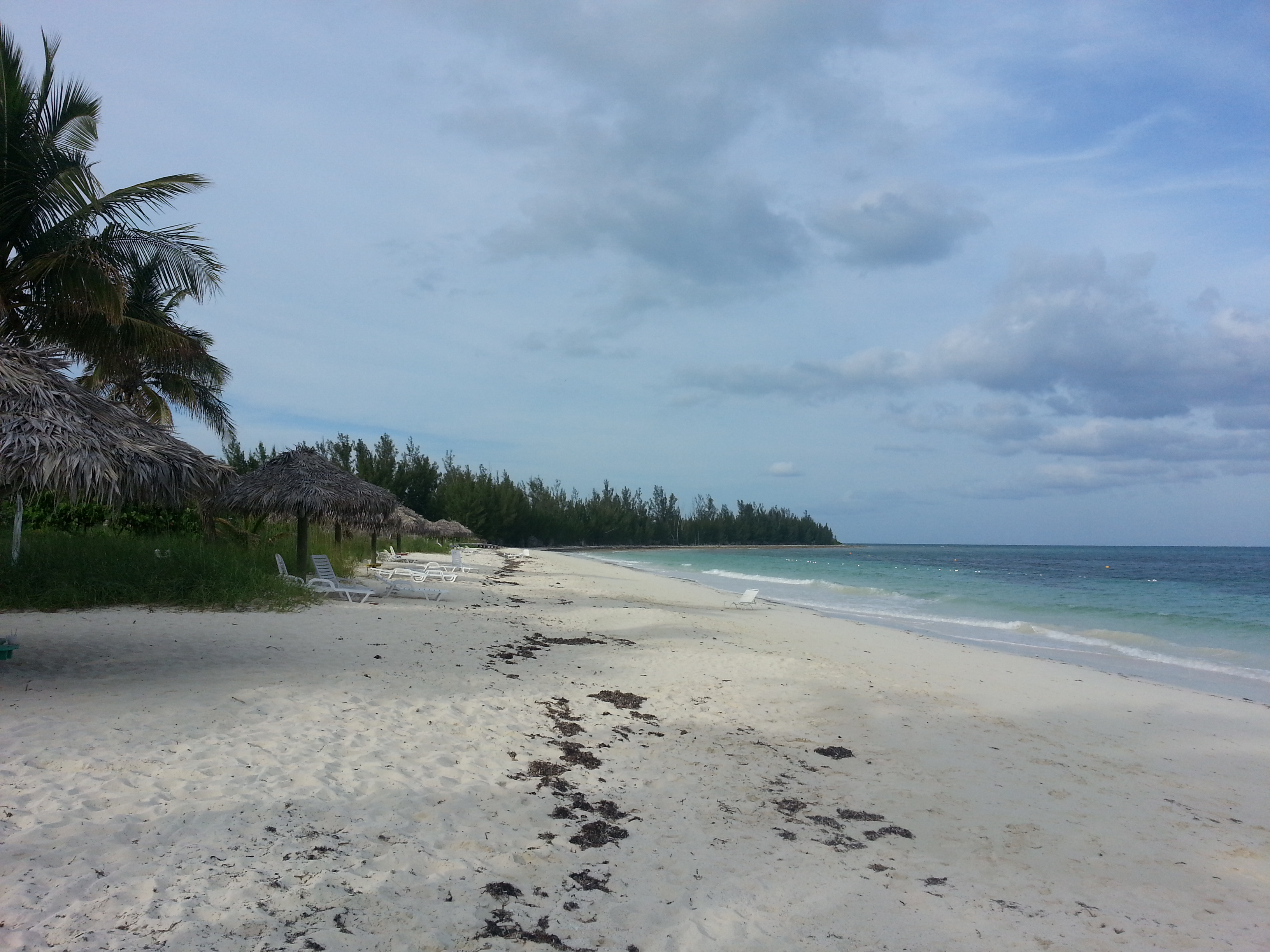
Pláž Taino Beach
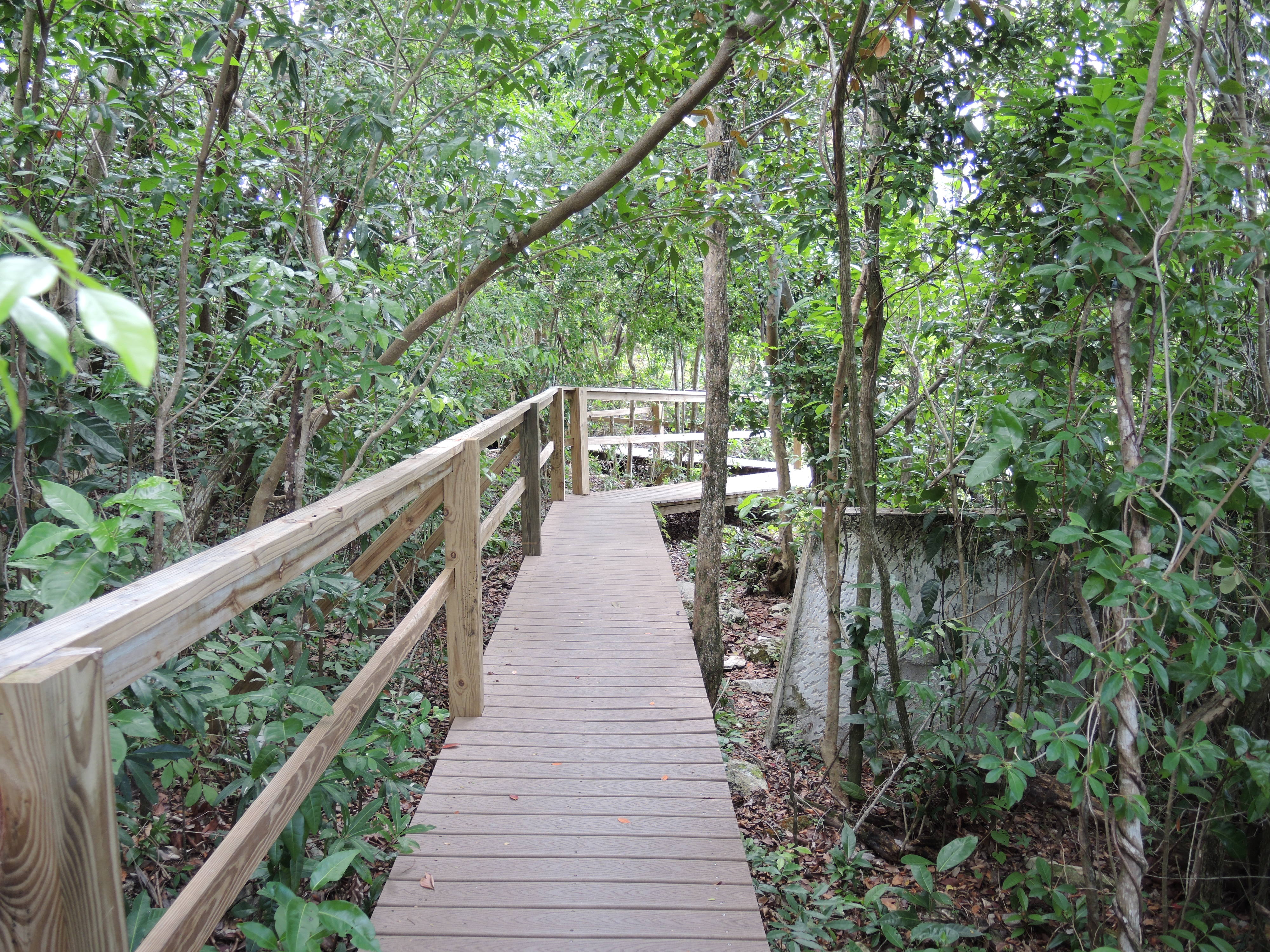
Národní park Lucayan